# Substituição eletrofílica aromática
A substituição aromática eletrofílica (SEAr) é uma reação orgânica em que ocorre a substituição de um ligante no anel aromático pela reação com um reagente deficiente de elétrons, chamado de eletrófilo. 
As substituições aromáticas eletrofílicas mais importantes são a nitração aromática, a halogenação aromática, a sulfonação aromática, a alquilação de Friedel – Crafts e a acilação de Friedel-Crafts.
A reação de etilação do benzeno utilizando etileno é utilizada em larga escala para formar etilbenzeno, a desidrogenação forma o estireno e a polimerização resulta no poliestireno plástico. A ativação do etileno requer catalisadores ácidos.

etilação do benzeno

Muitas outras reações eletrofílicas do benzeno são conduzidas, embora em escala muito menor. A nitração do benzeno é obtida pela ação do íon nitrônio como eletrófilo, a sulfonação com ácido sulfúrico fumegante forma o ácido benzenossulfônico e a halogenação aromática com bromo, cloro ou iodo fornece os haletos de arila. Esta reação é tipicamente catalisada pelo trihaleto de ferro ou alumínio correspondente.

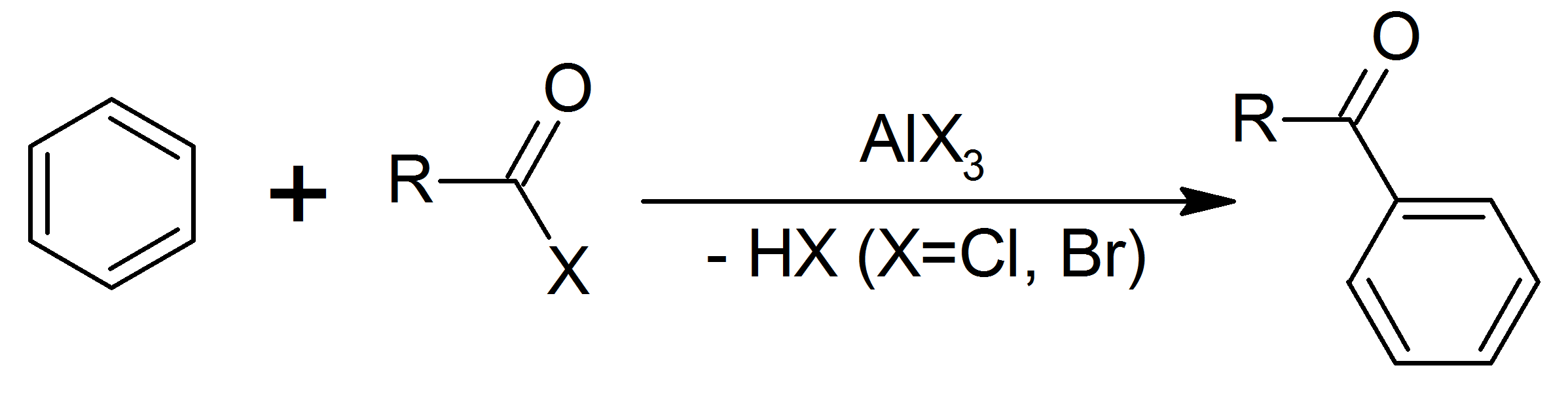
acilação de Friedel-Crafts

A formação do eletrófilo nas reações de sulfonação e de nitração ocorre através de reações ácido-base por transferência de próton (Bronsted), enquanto que as alquilações e acilações de Friedel-Crafts ocorrem pela transferência de haleto de um cloreto de alquila (alquilação) ou do cloreto de ácido (acilação) para um ácido de Lewis (ex: AlCl3) e formam cátions alquil (R3C+) ou acil (R-C+=O), respectivamente. 
Na reação de nitração do benzeno ocorre o ataque do íon NO2+, ou nitroílo, formado por uma reação entre o ácido nítrico (HNO3)com um ácido mais forte, por exemplo, ácido sulfúrico.
A reação do benzeno e de seus derivados com ácido sulfúrico forma ácidos benzenofulfônicos, que são a base de detergentes; a reação com cloretos de alquila e cloreto de alumínio (AlCl3) forma alquilbenzenos e a reação com cloretos de ácido e AlCl3 forma acilbenzenos.

## Mecanismo de reação

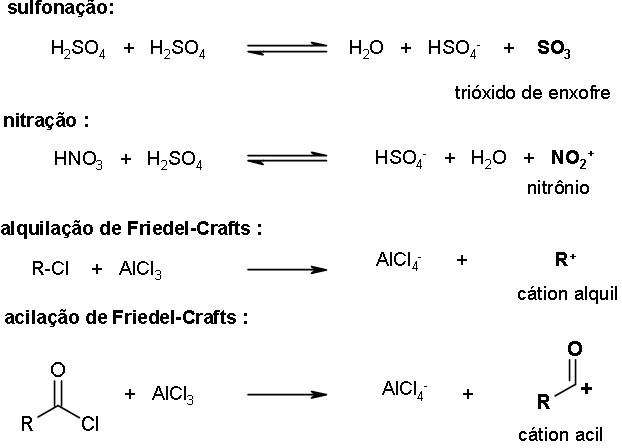
geração do eletrófilo

O mecanismo da reação de SEAr é semelhante para a obtenção de diversos produtos e a diferença entre elas é a forma de geração de eletrófilos. Diferentes eletrófilos podem ser obtidos a partir da reação com ácidos de Brönsted ou ácidos de Lewis. A formação do eletrófilo nas reações de sulfonação e de nitração ocorre através de reações ácido-base por transferência de próton (Bronsted), enquanto que as alquilações e acilações de Friedel-Crafts ocorrem pela transferência de haleto de um cloreto de alquila (alquilação) ou do cloreto de ácido (acilação) para um ácido de Lewis (ex: AlCl3) e formam cátions alquil (R3C+) ou acil (R-C+=O), respectivamente.
Na reação de nitração do benzeno ocorre o ataque do íon NO2+, ou nitroílo, formado por uma reação entre o ácido nítrico (HNO3)com um ácido mais forte, por exemplo, ácido sulfúrico.
A reação do benzeno e de seus derivados com ácido sulfúrico forma ácidos benzenofulfônicos, que são a base de detergentes; a reação com cloretos de alquila e cloreto de alumínio (AlCl3) forma alquilbenzenos e a reação com cloretos de ácido e AlCl3 forma acilbenzenos. 
O eletrófilo liga-se ao anel aromático e forma  o cátion ciclohexadienil carregado positivamente carregado, também conhecido como íon arênio, intermediário Wheland ou complexo σ areno. Muitos exemplos deste carbocátion foram caracterizados a baixa temperatura. Sob condições operacionais normais, essas espécies altamente ácidas restauram o anel aromático pela saída do eletrófilo ou do próton. Por exemplo, na nitração, o íon nitroílo é atraído pelos elétrons da nuvem π do benzeno, liga-se ao anel e forma o complexo σ. Nesta etapa, o anel perde a aromaticidade, recomposta pela saída do próton. O resultado total é a substituição do hidrogênio ligado ao anel do benzeno pelo grupo nitro (NO2), formando o nitrobenzeno. 

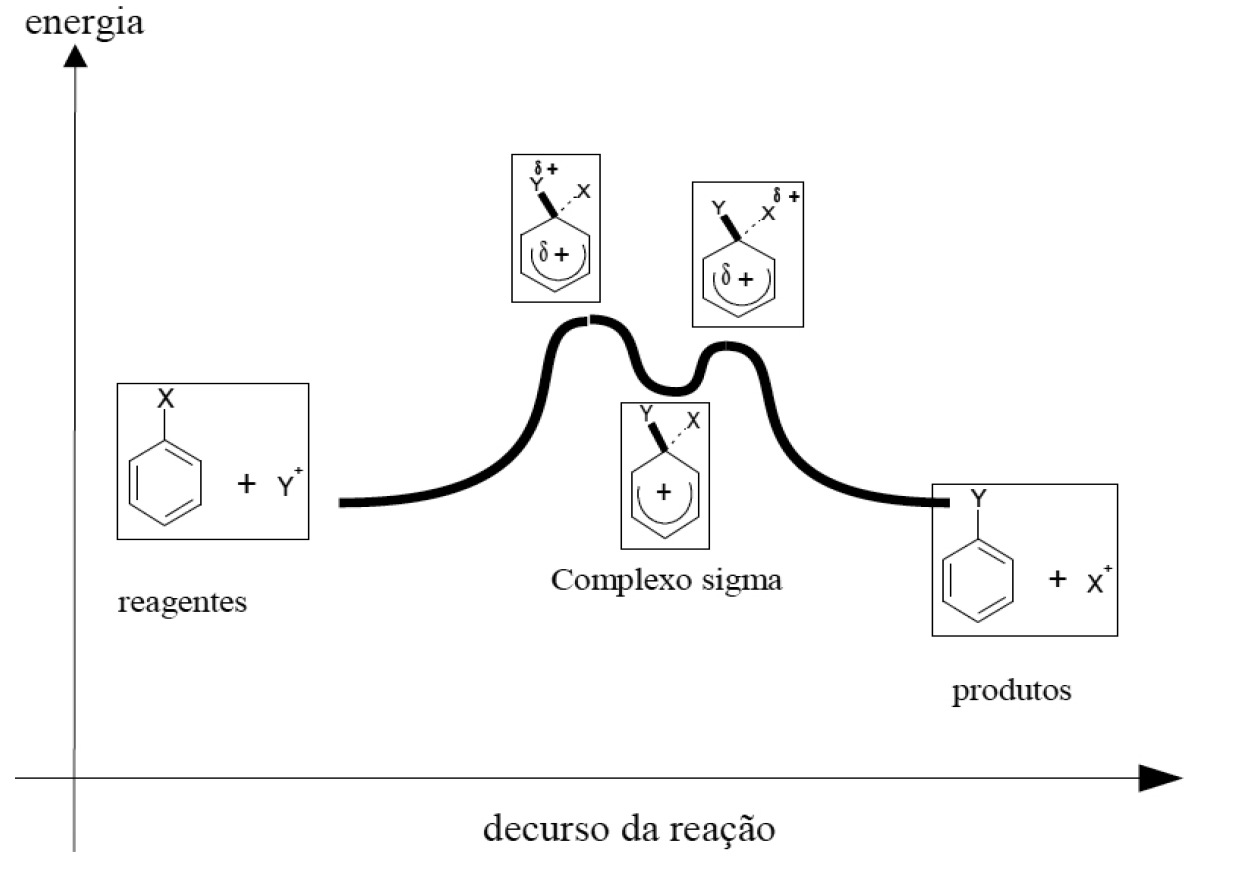
gráfico de variação de energia na SEAr

A variação de energia com o decurso de reação mostra que a etapa de ataque do eletrófilo é a etapa de maior energia (etapa lenta) da reação, enquanto a saída do H+ requer menor energia de ativação.
A saída do próton resulta na a substituição de H pelo eletrófilo. Outros grupos podem abandonar o anel aromático, como o grupos silil (como SiR3 +), grupo carboxi (como CO2 + H+), o iodo (como I+) e grupos alquil terciários como t-butil (como R +) . A capacidade de saída desses tipos de substituintes às vezes é explorada sinteticamente, particularmente no caso da substituição do sililo por outro grupo funcional (ataque ipso). 

## Efeito do substituinte
Tanto a regioselectividade - os diversos padrões de substituição de arenos - quanto a velocidade de uma substituição aromática eletrofílica são afetados pelos substituintes já ligados ao anel benzeno. Em termos de regioselectividade, alguns grupos promovem a substituição nas posições orto ou para, enquanto outros grupos favorecem a substituição na posição meta. Esses grupos são chamados de direção orto-para ou meta-direcionadores, respectivamente. Além disso, alguns grupos aumentam a velocidade de reação (grupos ativantes) enquanto outros diminuem a velocidade (desativantes). 
Os padrões de regioselectividade possam ser explicados com estruturas de ressonância, a influência na cinética pode ser explicada tanto pelas estruturas de ressonância quanto pelo efeito indutivo.

### Velocidade de reação
Substituintes geralmente podem ser divididos em duas classes em relação à substituição eletrofílica: ativantes e desativantes do anel aromático, quando comparados ao benzeno (R=H). Substituintes ativadores ou grupos ativadores estabilizam o intermediário catiônico formado durante a substituição doando elétrons para o sistema em anel, tanto por efeito indutivo quanto por ressonância. Exemplos de anéis aromáticos ativados são o tolueno (R=CH3), anilina (R=NH2) e fenol (R=OH).
A densidade extra de elétrons entregue ao anel pelo substituinte não é distribuída uniformemente por todo o anel, mas é concentrada nos átomos 2, 4 e 6, de modo que os substituintes ativadores também são diretores orto / para.
Grupos retiradores de elétrons desestabilizam o cátion intermediário e diminuem a velocidade da reação por efeitos indutivos ou de ressonância, o que requer condições mais severas para levar a reação à conclusão. Um exemplo disso é a nitração do tolueno para a síntese do trinitrotolueno (TNT). Enquanto a primeira nitração sobre o tolueno ativado, pode ser feita à temperatura ambiente e com ácido diluído, a segunda, no anel de nitrotolueno desativado, já precisa de aquecimento prolongado e mais ácido concentrado, e a terceira, no anel muito fortemente desativado dinitrotolueno, deve ser feito em ácido sulfúrico concentrado em ebulição.
Grupos que retiram elétrons por ressonância diminuem a densidade de elétrons, especialmente nas posições 2, 4 e 6, deixando as posições 3 e 5 como aquelas com reatividade comparativamente mais alta; portanto, esses tipos de grupos são meta-diretores.  Os halogênios são eletronegativos, portanto desativam por indução, mas possuem pares isolados, portanto são doadores de ressonância e, portanto, diretores orto / para.

### Diretores orto / para
Grupos com pares de elétrons não compartilhados, como o grupo amino da anilina, são fortes ativantes e diretores orto / para pelo efeito mesomérico (de ressonância). Esses grupos ativadores doam esses elétrons não compartilhados para o sistema pi, criando uma carga negativa nas posições orto e para. Essas posições são, portanto, as mais reativas em relação a um eletrófilo pobre em elétrons. A maior densidade de elétrons está localizada nas posições orto e para e a distribuição entre as posições depende do efeito estéreo, em que grupos volumosos direcionam para a posição para e grupos menores forma uma proporção maior do isômero orto. 
Grupos orto-para: CH3, alquil, NH2, NHR, NHC=OR (amido), OR, OR, OC=OR, halogênio

### Diretores meta
Grupos retiradores de elétrons, como a carboxila (-CO2H), retiram uma densidade eletrônica substancial do sistema pi, são desativadores e diretores orto-para. Este efeito retirador de elétrons diminui a densidade eletrônica sobre todo o anel, porém o efeito é maior sobre as posições orto e para, resultando no efeito meta-direcionador do eletrófilo. 
Grupos meta: -NO2, -CN, C=OR, COOR, COOR

## Outras reações
- Outras reações que seguem um padrão de substituição aromática eletrofílica são um grupo de reações de formilação aromática, incluindo a reação de Vilsmeier-Haack, a reação de Gattermann Koch e a reação de Reimer-Tiemann.
- Outros eletrófilos são sais aromáticos de diazônio em acoplamentos de diazônio, dióxido de carbono na reação Kolbe – Schmitt e grupos carbonila ativados na condensação de Pechmann, íons hidroxicarbênio na clorometilação de Blanc através de um intermediário (hidroximetil) areno (álcool benzílico), cátion de cloril (ClO3 +) para perclorilação eletrofílica.
- Na reação de Lehmstedt – Tanasescu de várias etapas, um dos eletrófilos é um intermediário N-nitroso.
- Na reação Tscherniac – Einhorn (nomeada após Joseph Tscherniac e Alfred Einhorn), o eletrófilo é um derivado de N-metanol de uma amida.[3]

1. ↑  Química Orgânica Vol. 1: Volume 1, 2012, Craig B. Fryhle, T. W. Graham Solomons
2. ↑  Fundamentos de Química Orgânica- Ciências da Vida e Saúde, Lazzarotto, Márcio, Editora Paco
3. ↑  Einhorn, Alfred; Bischkopff, Eduard; Szelinski, Bruno; Schupp, Gustav; Spröngerts, Eduard; Ladisch, Carl; Mauermayer, Theodor (1905). «Ueber die N-Methylolverbindungen der Säureamide [Erste Abhandlung.]». Justus Liebig's Annalen der Chemie (em alemão). 343 (2-3): 207–305. doi:10.1002/jlac.19053430207